# Edward Mandell House
Edward Mandell House (Houston, 26 luglio 1858 – New York, 28 marzo 1938) è stato un diplomatico statunitense e consigliere del presidente Woodrow Wilson.
Era conosciuto come Colonnello House, anche se il suo grado era ad honorem e non aveva prestato il servizio militare. Fu un politico molto influente in Texas prima di diventare un sostenitore chiave della candidatura presidenziale di Wilson nel 1912 gestendo la sua campagna, a partire dal luglio 1911. Avendo modalità schive, non ricoprì una carica ma fu un "agente esecutivo", il principale consigliere di Wilson sulla politica e la diplomazia europea durante la prima guerra mondiale (1914-1918). Divenne funzionario governativo come uno dei cinque commissari americani alla Conferenza di pace di Parigi del 1919. Nel 1919, Wilson ruppe con House e molti altri importanti consiglieri, credendo che lo avessero ingannato a Parigi.

## Primi anni
House nacque il 26 luglio 1858 a Houston, Texas, ultimo di sette figli di Mary Elizabeth (Shearn) e Thomas William House Sr. Suo padre era un emigrante dall'Inghilterra attraverso New Orleans, che divenne un importante uomo d'affari di Houston, con un ruolo importante nello sviluppo della città e ricoprì il ruolo di sindaco. Suo padre inviò navi cariche di cotone per eludere il blocco dell'Unione nel Golfo del Messico durante la guerra civile americana. Commerciava cotone del Texas attraverso Matamoros, in Messico, in cambio di attrezzature e munizioni.
Da giovane, House e i suoi compagni molestavano verbalmente e con le fionde gli schiavi appena liberati. Le annotazioni del suo diario "rivelano costantemente un razzismo profondamente sentito" e una fede nella supremazia bianca.
House frequentò la Houston Academy, una scuola a Bath, in Inghilterra, una scuola elementare in Virginia, e la Hopkins Grammar School, a New Haven, nel Connecticut. Continuò a studiare all'Università Cornell di Ithaca, New York, nel 1877, dove fu membro della confraternita Alpha Delta Phi. Partì all'inizio del terzo anno per prendersi cura del padre malato, che morì nel 1880.
Sposò Loulie Hunter il 4 agosto 1881.

## Affari e politica del Texas
Al suo ritorno in Texas, House gestì gli affari della sua famiglia. Alla fine vendette le piantagioni di cotone e investì nel settore bancario. Fu uno dei fondatori della Trinity and Brazos Valley Railway. House si trasferì a New York City intorno al 1902.
Nel 1912, House pubblicò in forma anonima un romanzo intitolato Philip Dru: Administrator, in cui il personaggio del titolo guida gli Stati Uniti occidentali democratici in una guerra civile contro l'Oriente plutocratico, diventando il dittatore dell'America. Dru da dittatore impone una serie di riforme che ricordano la piattaforma Bull Moose del 1912 e poi svanisce.
House contribuì a nominare quattro uomini governatori del Texas: James S. Hogg (1892), Charles A. Culberson (1894), Joseph D. Sayers (1898) e S.W.T. Lanham (1902). Dopo le elezioni, House agì come consigliere non ufficiale di ciascuno. Nel 1893, Hogg nominò House nel suo staff militare con il grado di tenente colonnello, una posizione che prevedeva un titolo ma nessuna effettiva responsabilità militare. Fu riconfermato da Culberson, Sayers e Lanham, e presto fu conosciuto come "Colonel House", il titolo che usò per il resto della sua carriera.

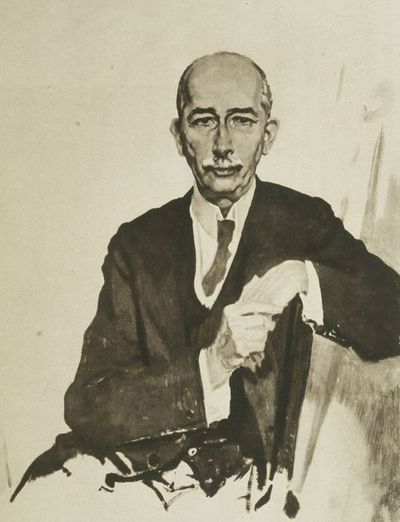
Edward M. House, da An Onlooker in France 1917–1919 di William Orpen, 1921. Plate LXXXV

Definito come un "progressista cosmopolita" che esaminava gli sviluppi politici in Europa, House era un ammiratore delle riforme del welfare liberale britannico istigate tra il 1906 e il 1914, e fece notare a un amico nel giugno 1911 in merito a David Lloyd George:
sta risolvendo i problemi che mi stanno più a cuore e cioè la parità delle opportunità [...] L'imposta sul reddito, la legge sulla responsabilità dei datori di lavoro, la misura delle pensioni di vecchiaia, il bilancio dell'anno scorso e questa legge sull'assicurazione mettono l'Inghilterra in primo piano. Abbiamo toccato questi problemi in America, ma per ora leggermente, ma il terreno è incolto.
L'amico di House, David F. Houston, condivideva i suoi interessi in Inghilterra e nel continente, concludendo nell'agosto 1911 che “l'Inghilterra e la Germania stanno facendo molte cose interessanti in una desiderabile direzione socialista. Dovremmo seguirli lentamente a causa della novità delle condizioni qui e dell'assenza di pressione”.

## Consigliere di Wilson
Dopo che House si ritirò dalla politica del Texas e si trasferì a New York, divenne consigliere, amico intimo e sostenitore del governatore del New Jersey Woodrow Wilson nel 1911, e lo aiutò a vincere la nomina presidenziale democratica nel 1912. Divenne un intimo di Wilson e contribuì a impostare la sua amministrazione.
Ad House fu offerto il posto di gabinetto di sua scelta (ad eccezione di Segretario di Stato, che era già stato promesso a William Jennings Bryan) ma rifiutò, scegliendo invece "di servire dove e quando possibile". Ad House furono persino forniti alloggi all'interno della Casa Bianca.
Continuò come consigliere di Wilson, in particolare nel settore degli affari esteri. House prestò servizio come capo negoziatore di Wilson in Europa durante i negoziati per la pace (1917-1919) e come vice capo di Wilson alla Conferenza di pace di Parigi.
Nelle elezioni presidenziali del 1916, House rifiutò qualsiasi ruolo pubblico ma fu il principale consigliere della campagna di Wilson: "ne pianificò la struttura; ne stabilì il tono; ne guidò le finanze; scelse gli oratori, le tattiche e la strategia; e, non ultimo, gestì la più grande risorsa della campagna e la più grande responsabilità potenziale: il suo candidato brillante ma temperamentale."
Dopo la morte della prima moglie di Wilson nel 1914, il presidente fu ancora più vicino ad House. Tuttavia, la seconda moglie di Wilson, Edith, non amava House e la sua posizione si indebolì. Si ritiene che la sua animosità personale sia stata significativamente responsabile della decisione finale di Wilson di rompere con House.

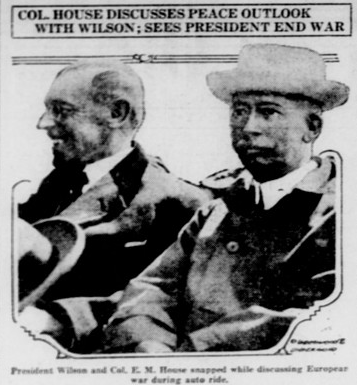
Il colonnello House e il presidente Wilson nel 1915.

## Diplomazia
House si dedicò agli affari mondiali, promuovendo l'obiettivo di Wilson di mediare una pace per porre fine alla prima guerra mondiale. Trascorse gran parte del 1915 e del 1916 in Europa, cercando di negoziare la pace attraverso la diplomazia. Era un entusiasta ma non aveva una visione profonda degli affari europei e faceva affidamento sulle informazioni ricevute dai diplomatici britannici, in particolare dal ministro degli Esteri britannico Edward Gray, per modellare la sua visione. Nicholas Ferns sostiene che le idee di Grey si fondevano con quelle di House. L'obiettivo diplomatico di Grey era stabilire strette relazioni anglo-americane e costruì deliberatamente uno stretto legame per promuovere tale obiettivo. In tal modo Gray rafforzò le inclinazioni filo-alleate di House in modo che il principale consigliere di Wilson promuovesse la posizione britannica.
Dopo che un sottomarino tedesco affondò la nave passeggeri britannica Lusitania il 7 maggio 1915, con 128 americani tra i 1198 morti, molti americani invocarono la guerra. La nave trasportava munizioni belliche, anche se all'epoca questo non fu rivelato pubblicamente. Wilson chiese alla Germania di rispettare i diritti neutrali americani, e soprattutto di non affondare navi mercantili o navi passeggeri senza dare ai passeggeri e all'equipaggio la possibilità di salire sulle scialuppe di salvataggio, come richiesto dal diritto internazionale. La tensione aumentò con la Germania, finché la Germania non accettò i termini di Wilson. House riteneva che la guerra fosse una battaglia epica tra democrazia e autocrazia; sosteneva che gli Stati Uniti avrebbero dovuto aiutare la Gran Bretagna e la Francia a ottenere una vittoria alleata limitata. Tuttavia, Wilson insisteva ancora sulla neutralità.
House svolse un ruolo importante nel plasmare la diplomazia in tempo di guerra. Appoggiò anche le legioni cecoslovacche di Thomas Garrigue Masaryk, soprattutto in Russia. Wilson fece riunire alla House "The Inquiry", un team di esperti accademici per ideare soluzioni efficaci del dopoguerra a tutti i problemi del mondo. Nel settembre 1918 Wilson affidò alla Camera la responsabilità di preparare una costituzione per la Società delle Nazioni. Nell'ottobre 1918, quando la Germania presentò una petizione per la pace basata sui Quattordici Punti, Wilson incaricò House di elaborare i dettagli di un armistizio con gli Alleati.
Il diplomatico e storico Philip Zelikow sostiene che le azioni e i consigli di House a Wilson nel periodo 1916-1917 prolungarono significativamente la prima guerra mondiale. In un momento in cui sia gli alleati che le potenze centrali erano ansiosi di iniziare i colloqui di pace, House spesso fraintese e ingannò Wilson, come così come i suoi contatti in Gran Bretagna e Germania, sulle reciproche intenzioni e condizioni per la pace. Ciò portò Wilson a ritardare in modo cruciale le offerte per avviare una conferenza di pace e, alla fine, ad armeggiare con le procedure diplomatiche necessarie per presentare tale offerta. Sebbene non sia chiaro se questi errori siano stati causati semplicemente dalla mancanza di esperienza diplomatica di House o fossero invece indicazioni errate intenzionali intese a proteggere la posizione sociale di House, Zelikow sostiene che questo fallimento della diplomazia fu una delle ragioni principali della rottura finale di Wilson con House dopo la fine della guerra.
La prospettiva di House, come si riflette nei suoi documenti personali, è diversa. House viaggiò in Europa per esplorare la possibilità di pace come agente non ufficiale di Wilson. House era costernato dal militarismo tedesco, che riteneva la causa principale della guerra, ma anche dal rafforzato interesse personale di ciascuna delle nazioni in guerra che includeva aspirazioni territoriali, così come dal timore della Gran Bretagna della sfida della Germania alla loro potenza militare, in particolare nel primato navale. I belligeranti, in preda alla febbre bellica, consideravano una dimostrazione di debolezza anche solo discutere di una conferenza di pace e rifiutavano automaticamente qualsiasi proposta favorita dal loro nemico. L'appello speranzoso di Wilson per una "pace senza vittoria" ragionevole e pratica fallì; fece arrabbiare i francesi e gli inglesi che combattevano per la sconfitta totale e decisiva della Germania. I soldati iniziarono a chiamare i proiettili "Wilsons". Gli sforzi per offrire la mediazione americana fallirono non per mancanza di tentativi, ma perché le nazioni intransigenti in guerra non erano pronte per la pace: questo, secondo la corrispondenza contemporanea di House. Quindi la decisione della Germania di riprendere gli attacchi sfrenati dei sottomarini contro navi di nazioni neutrali, insieme al telegramma di Zimmerman che offriva un'alleanza tedesco-messicana a patto che il Messico sarebbe stato aiutato a riconquistare il Nuovo Messico, il Texas e l'Arizona, fece precipitare la decisione di Wilson di chiedere al Congresso di dichiarare che esisteva uno stato di guerra tra Germania e Stati Uniti. Ma sia Wilson che House consideravano l’entrata in guerra per porvi fine non solo come una necessità di interesse nazionale, ma come un progetto progressista per un futuro migliore. L’umanità avrebbe rifiutato il militarismo dopo gli orrori di questa guerra; da ciò sarebbe venuta fuori una Società delle Nazioni che si sarebbe alleata contro ogni singola nazione che intraprendesse una guerra aggressiva. Pensavano che doveva essere la guerra che avrebbe posto fine a tutte le guerre.

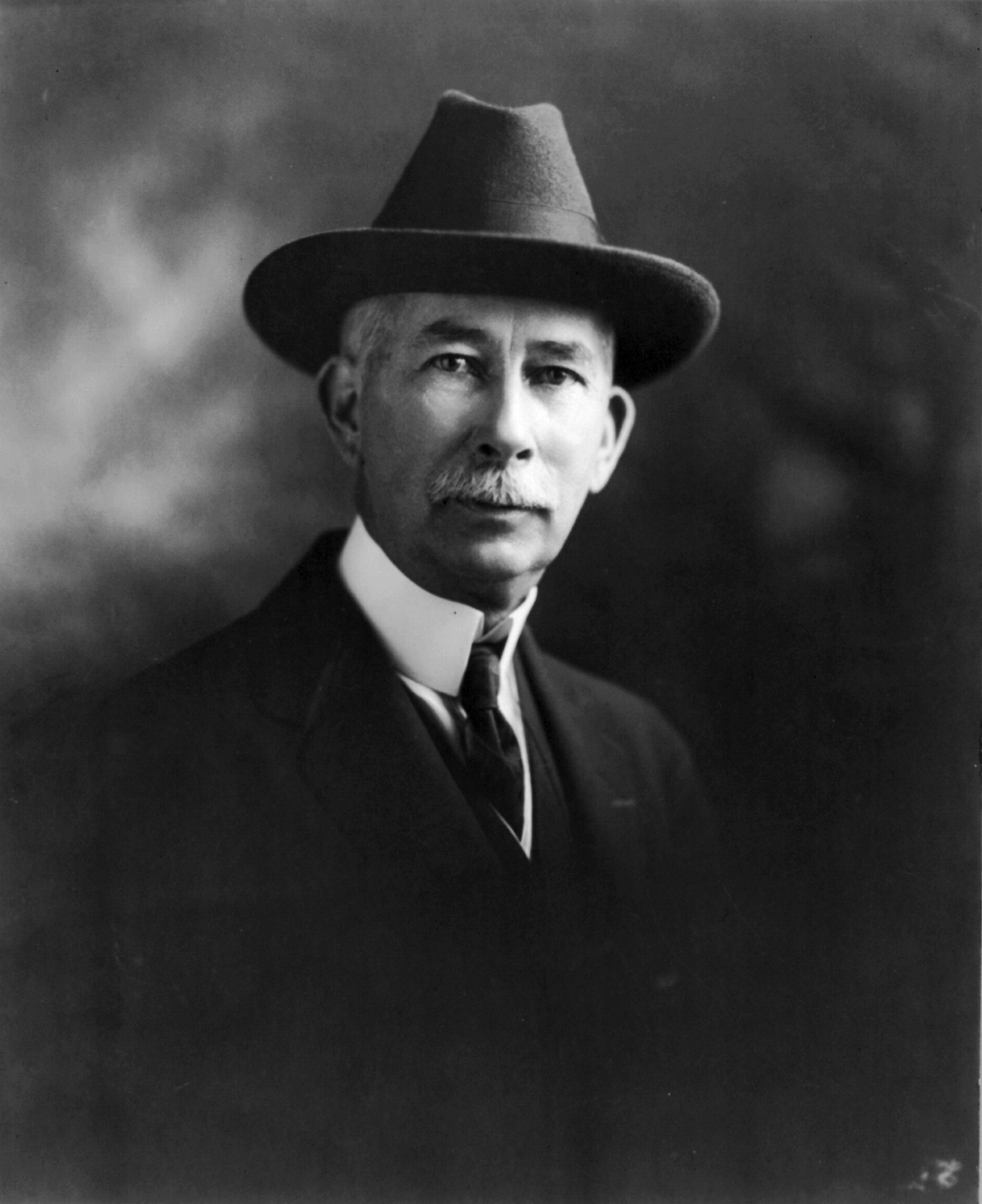
Edward M. House nel 1920

## Conferenza di Parigi

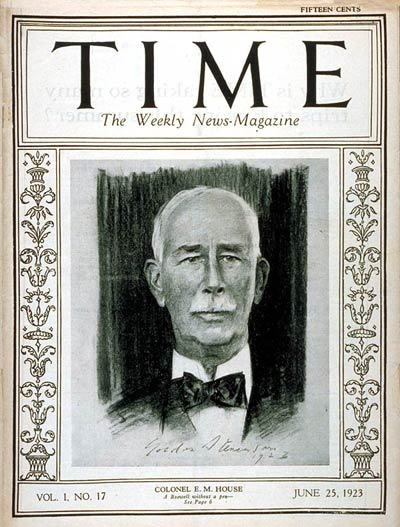
Copertina del Time, 25 giugno 1923

House aiutò Wilson a delineare i suoi quattordici punti e lavorò con il presidente alla stesura del Trattato di Versailles e della Convenzione della Società delle Nazioni. House prestò servizio nella Commissione sui mandati della Società delle Nazioni con Lord Milner e Lord Robert Cecil dalla Gran Bretagna, Henri Simon dalla Francia, Chinda Sutemi dal Giappone, Guglielmo Marconi dall'Italia e George Louis Beer come consigliere. Il 30 maggio 1919, House partecipò a un incontro a Parigi che gettò le basi per l'istituzione del Council on Foreign Relations (CFR), un'organizzazione privata con sede a New York. Per tutto il 1919, House esortò Wilson a lavorare con il senatore Henry Cabot Lodge per ottenere la ratifica del Trattato di Versailles, ma Wilson si rifiutò di trattare con Lodge o qualsiasi altro repubblicano anziano.
La conferenza rivelò seri disaccordi politici e conflitti di personalità tra Wilson e House. Wilson divenne meno tollerante e ruppe con i suoi più stretti consiglieri, uno dopo l'altro. Più tardi, licenziò il genero di House, Gordon Auchincloss, dalla commissione di pace americana quando si seppe che il giovane stava facendo commenti dispregiativi nei suoi confronti.
Nel febbraio 1919 House prese posto nel Consiglio dei Dieci, dove negoziò compromessi inaccettabili per Wilson. Il mese successivo Wilson tornò a Parigi. Decise che House si era preso troppe libertà nelle trattative e lo relegò in disparte. Dopo essere tornati negli Stati Uniti nello stesso anno, i due uomini non si videro e non si parlarono più. Poco dopo il ritorno a Washington, Wilson subì un ictus debilitante, la cui entità fu nascosta al pubblico e alla stampa. A eccezione dei suoi medici, anche l'accesso diretto al presidente fu allora limitato e controllato dalla moglie di Wilson e dal capo dello staff. Sebbene House continuasse a inviare promemoria e rapporti al presidente durante questo periodo, la moglie di Wilson si assicurò che non ne vedesse nessuno.

## Anni successivi
Negli anni '20, House sostenne fortemente l'adesione sia alla Società delle Nazioni che alla Corte permanente di giustizia internazionale.
Nel 1932, House sostenne Franklin D. Roosevelt per la presidenza senza unirsi alla sua cerchia ristretta. Sebbene fosse rimasto deluso dal corso del New Deal dopo l'elezione di Roosevelt, espresse le sue riserve solo in privato. House era un confidente di William E. Dodd, il primo ambasciatore di Roosevelt nella Germania nazista, agendo a volte come intermediario di Dodd con la Casa Bianca e il Dipartimento di Stato.

## Morte ed eredità
House morì il 28 marzo 1938 a Manhattan, New York City, a seguito di un attacco di pleurite. In quanto romanziere a suo tempo, House ebbe molta più influenza con il libro Philip Dru: Administrator di quanto sia stato apprezzato. Lo storico Maxwell Bloomfield nota l'impatto del personaggio Dru, come scritto dal Segretario degli Interni di Wilson. Nel suo diario, Franklin K. Lane scrisse quanto segue:

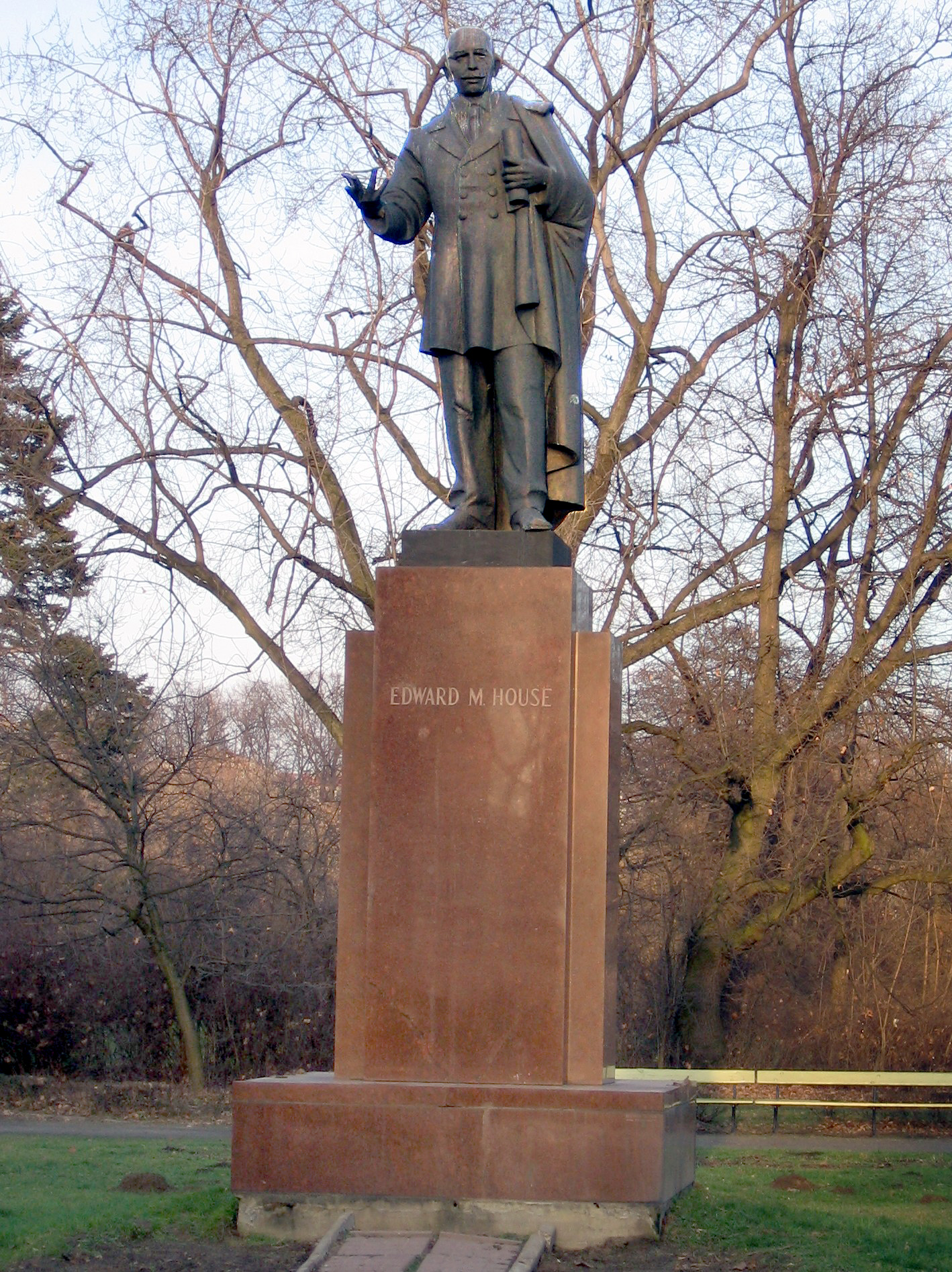
Statua di Edward M. House a Varsavia

House fu sepolto nel cimitero di Glenwood a Houston. Dopo la sua morte, politici, diplomatici e statisti provenienti da tutti gli Stati Uniti, Canada e Regno Unito espressero la loro ammirazione per House e si rammaricano per la sua morte, tra cui il presidente Franklin Delano Roosevelt, Cordell Hull, Fiorello La Guardia, Al Smith, Mackenzie King, David Lloyd George, Lord Tyrrell e Lord Robert Cecil.
House Park, uno stadio di football di una scuola superiore ad Austin, in Texas, si trova sull'ex pascolo dei cavalli di House. La piccola comunità agricola di Emhouse, nella contea centro-settentrionale di Navarro, in Texas, fu ribattezzata Lyford in suo onore, poiché aveva lavorato come sovrintendente della compagnia ferroviaria che operava nella comunità.
Una statua di House finanziata da Ignacy Jan Paderewski nel 1932, si trova nel Parco Skaryszewski a Varsavia. House è considerato un eroe in Polonia per la sua difesa dell'indipendenza polacca dopo la prima guerra mondiale, che fu incorporata nei Quattordici Punti e portò alla ricostituzione della nazione polacca.
La nave Liberty della Seconda Guerra Mondiale SS Edward M. House è stata chiamata in suo onore.

## Riferimenti nella cultura popolare
- Nel film Wilson del 1944 di Darryl F. Zanuck, Charles Halton ha interpretato il colonnello House.
- Il colonnello House era uno dei principali personaggi secondari nel romanzo di Robert H. Pilpel del 1979 To the Honor of the Fleet che includeva l'affondamento del transatlantico Lusitania come un importante punto della trama riguardante le avventure di due ufficiali dell'intelligence della Marina americana, ciascuno assegnato alla British Royal Navy o alla Marina imperiale tedesca, prima della battaglia dello Jutland e dell'entrata in guerra degli americani.[34]
- Nell'album del rapper Ab-Soul, Control System, l'outro della canzone "Bohemian Grove" presenta un incontro privato di House con il presidente Wilson.

## Lavori
- Edward Mandell House and Charles Seymour. What Really Happened at Paris: The Story of the Peace Conference, 1918–1919. New York: Charles Scribner's Sons, 1921.
- Charles Seymour (a cura di), The Intimate Papers of Colonel House. In 4 volumes. Boston: Houghton Mifflin Co., 1928.
- House Edward Mandell. Philip Dru: Administrator: A Story of Tomorrow, 1920-1935. New York: B.W. Huebsch, 1912